# カワサキ・KLR
カワサキ・KLR（ケイエルアール）とは、1980年代から川崎重工業が製造販売している自動二輪車（オートバイ）である。
KLRシリーズは、各モデルとも水冷4ストロークDOHC4バルブ単気筒エンジンを搭載したデュアルパーパス（オフロード）タイプである。

## モデル一覧
- カワサキ・KL600R（1984年発売）
- カワサキ・KLR650（1987年発売）
  - KL650テンガイ（TENGAI / 天涯）・KL500テンガイ（TENGAI / 天涯）
- カワサキ・KLR250（1985年発売）